# Jichinsai

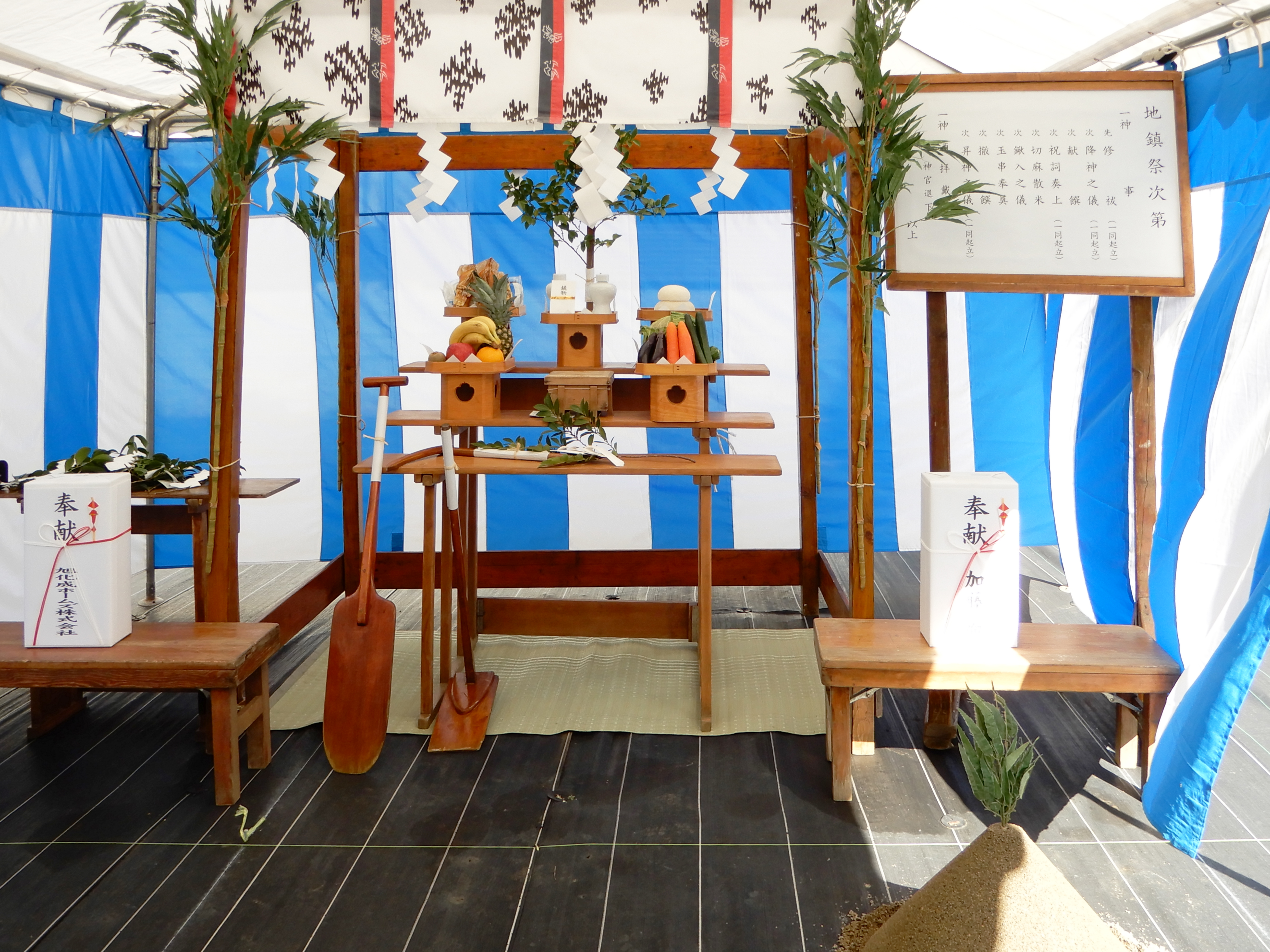
Ceremonia de inauguración en Tokio

El Jichinsai (en japonés: 地鎮祭) es un ritual sintoísta en Japón. Se lleva a cabo antes de que comience la construcción de un nuevo edificio. Durante el ritual, se le pide permiso a la deidad terrateniente para poder usar el terreno para construir. Es una forma de rezar por la seguridad durante la construcción.
El contratista, que construye el edificio, paga la celebración. Esto incluye las ofrendas Omiki y Tamagushi. El propietario y otras personas involucradas ayudan a cubrir los costos.
La gente coloca un Himorogi en el lugar para realizar la ceremonia, y un sacerdote sintoísta bendice la tierra y obtiene el permiso de la deidad guardiana de la tierra.  
La ceremonia se lleva a cabo en presencia de constructores, diseñadores y clientes. Se construye una plataforma de madera con un altar en el centro, en el que se colocan ofrendas como arroz, sake, pescado, verduras, sal y agua. En algunos casos, se puede utilizar arena o sal de la playa cercana al Gran Santuario de Ise .  En el ritual se utilizan pancartas de seda de cinco colores, llamadas Masakaki.

## Demanda contra Tsu Jichinsai
La demanda Tsu Jichinsai de 1971 declaró que el rito era secular. 